# Giro de Lombardía 1954
El Giro de Lombardía 1954 fue la 48.ª edición de la Giro de Lombardía. Esta carrera ciclista organizada por La Gazzetta dello Sport se disputó el 31 de octubre de 1954 con salida y llegada a Milán después de un recorrido de 222 km.
El italiano Fausto Coppi (Bianchi-Pirelli) ganó su quinto Giro de Lombardía la vual cosa sigue siendo un récord absoluto de la prueba. Lo acompañaron en el podio los también italianos Fiorenzo Magni (Nivea-Fuchs) y Mino de Rossi (Bianchi-Pirelli).

## Clasificación general
| Posición | Ciclista          | Equipo          | Tiempo   |
| -------- | ----------------- | --------------- | -------- |
| 1        | Fausto Coppi      | Bianchi-Pirelli | 5h51'33" |
| 2        | Fiorenzo Magni    | Nivea-Fuchs     | s.t.     |
| 3        | Mino De Rossi     | Bianchi-Pirelli | s.t.     |
| 4        | Bruno Landi       | Fiorelli        | s.t.     |
| 5        | Agostino Coletto  | Nivea-Fuchs     | s.t.     |
| 6        | Giorgio Albani    | Legnano         | s.t.     |
| 7        | Aldo Moser        | Torpado         | s.t.     |
| 8        | Walter Serena     | Bottecchia      | s.t.     |
| 9        | Primo Volpi       | Arbos           | s.t.     |
| 10       | Valerio Chiarlone | Welter          | s.t.     |